# Flugplatz International Peace Garden

i7
i11
i13
Der Flugplatz International Peace Garden (FAA-LID: S28) ist der nördlichste Flugplatz im US-Bundesstaat North Dakota.
Der Flugplatz liegt östlich des International Peace Garden an der Grenze zwischen den Vereinigten Staaten und Kanada. Eine Abfertigung von Flugzeugen der Allgemeinen Luftfahrt mit bis zu 15 Passagieren kann sowohl durch den kanadischen als auch den amerikanischen Grenzschutz erfolgen, beide unterhalten den regulären Grenzübergang am U.S. Highway 281/Manitoba Highway 10.
Der Flugplatz umfasst 49 Hektar und verfügt über eine Start- und Landebahn. Außer einigen Parkpositionen stehen keinerlei Einrichtungen zur Verfügung, Piloten müssen auch mit Hirschen auf der Start- und Landebahn rechnen.

## Rolle im Zweiten Weltkrieg
In den ersten Jahren des Zweiten Weltkriegs besaß der Flugplatz eine besondere Rolle. Während der intensiven deutschen U-Boot Aktivitäten im Nordatlantik erlaubte Roosevelts Lend-Lease-Act vom 11. März 1941 die dringend benötigte Verlegung der Lockheed Hudsons und Lockheed Venturas aus den kalifornischen Fabriken an die kanadische Grenze, um als Verstärkung des kanadischen Küstenschutzes zu dienen. Jedoch konnten die Piloten des Air Transport Command Service nicht in Kanada einfliegen, daher landeten sie auf den grenznahen Landebahnen vor der kanadischen Grenze. In einer darauf folgenden Nacht- und Nebelaktion halfen freiwillige Bauern aus dem angrenzenden kanadischen Manitoba weiter. Sie zogen die Flugzeuge mit Pferdegespannen über die Grenze, wo diese am nächsten Morgen von der Royal Canadian Air Force zum Küstenschutz an der Nordatlantikküste übernommen wurden. Das International Peace Garden Airfield wurde somit Umschlagsort für Flugzeuge, die im Nordatlantik eingesetzt werden sollten.

## Service
Von kanadischer Seite ist der Platz als Airport of Entry („AoE/15“ für die Allgemeine Luftfahrt mit bis zu 15 Reisende) klassifiziert und es sind dort Beamte der Canada Border Services Agency (CBSA) verfügbar, womit hier eine Einreise aus dem Ausland nach Kanada möglich ist.